# Дюперак, Этьен
Этьен Дюперак, Дю Перак (фр. Étienne Dupérac, du Pérac, ок.  1525, Бордо ? — 1604, Париж) — французский архитектор, живописец, гравёр и мастер садово-паркового искусства. Более известен как исследователь истории, архитектуры и топографии древнего Рима.
Э. Дюперак прибыл в Рим, вероятно, из Парижа, в 1550 году. Он опубликовал гравюру — вид древнего Рима с высоты птичьего полёта, с реконструированными зданиями, под названием «Urbis Romae Sciographia» (1574), и такой же вид на современный Рим (Descriptio, 1577), а также книгу из сорока гравюр римских памятников и древностей, «I vestigi dell’antichità di Roma» (Рим, 1575).
Дюперак также является предположительным автором неопубликованной книги рисунков на пергаменте, представляющих руины архитектурных памятников античного Рима, как они выглядели в середине XVI века, сопоставленных с авторскими реконструкциями их первоначального вида с той же точки зрения (вероятно, около 1564—1574 годов). Эта работа под названием «Рисунки руин Рима и какими они были в древности» (итал. Disegni de le Ruine di Roma e Come Anticamente Erono) были опубликованы факсимиле в Милане в 1964 году с предисловием Р. Виттковера, датировавшего их на основе фактического состояния показанных зданий. Текст, который должен был сопровождать рисунки, не сохранился, поэтому авторство Дюперака остаётся под сомнением. Книга является частью коллекции библиотеки и музея Моргана в Нью-Йорке (Morgan Library & Museum in New York; регистрационный номер MS M.1106).
Гравюры Этьена Дюперака, представляющие виды Рима, такие как панорама двора Бельведера в Ватикане «с птичьего полёта» или вид Виллы д’Эсте в Тиволи, послужили важным иконографическим источником для ландшафтных архитекторов Франции и стран Северной Европы.
По возвращении во Францию в 1578 году Дюпераку было поручено расписать «Кабинет купален» (Cabinet des Bains) в замке Фонтенбло и, возможно, распланировать часть примыкающих к замку садов. Ему также приписывают устройство садов в замке Ане. В качестве архитектора Генриха IV с 1595 года Дюперак, возможно, в период 1600—1603 годов проектировал террасные сады в Сен-Жермен-ан-Ле и работал в Тюильри в Париже. Альбом, подписанный Дюпераком и датированный 1575 годом, «Иллюстрация фрагментов античности» (Illustration des fragments antiques) хранится в Лувре.